# 亚西亚石油公司旧址
亚西亚石油公司旧址，位于中国广东省江门市蓬江区北街海傍街65号，为江门市的一个市、县级文物保护单位，类型为近现代重要史迹及代表性建筑，公布时间为2004年。
亚西亚石油公司旧址的历史年代为民国。